# Studor v Bohinju
Studor v Bohinju – wieś w Słowenii, w gminie Bohinj. W 2018 roku liczyła 116 mieszkańców.